# اوبرایش
اوبرایش (به آلمانی: Oberaich) یک منطقهٔ مسکونی در اتریش است که در بروک مورتسوچلاگ واقع شده‌است. اوبرایش ۴۷ کیلومتر مربع مساحت دارد ۵۰۰–۱٬۶۶۴ متر بالاتر از سطح دریا واقع شده‌است.

## خواهرخوانده
شهرهای فارا دایزونتزو و Zalalövő خواهرخوانده‌های اوبرایش هستند.